# ۶۰۰-خانه
۶۰۰-خانه (انگلیسی: 600-cell) به یک ۴-چندبر محدب منتظم (تعمیم جسم افلاطونی در فضای چهار بعدی) با نماد شلفلی  {۳٬۳,۵} گفته می‌شود. محیط ۲۴-خانه از اتصال ۶۰۰ بیست‌وجهی منتظم تشکیل می‌شود که روی هم ۱۲۰۰ وجه مثلث متساوی‌الاضلاع، ۷۲۰ ضلع، و ۱۲۰ رأس دارند. در هر رأس پنج خانه (بیست‌وجهی منتظم) به هم می‌رسند. مزدوج این چندبر ۱۲۰-خانه است.